# Gerbera jamesonii
La gerbera (Gerbera jamesonii) es una fanerógama perteneciente a la familia Asteraceae.

## Clasificación y descripción
Se trata de una planta herbácea, de crecimiento en roseta.  Esta planta se distingue por un eje del vástago bastante acortado y algo grueso. Los entrenudos son cortos y los nudos están uno sobre otro. Las hojas se concentran y agrupan en forma arrosetada.  En los ángulos de las distintas hojas se encuentran las yemas axilares, de las cuales salen vástagos laterales que forman sus propias rosetas de hojas y raíces. De este modo, la gerbera forma al crecer plantas compactas. Las hojas colocadas sobre los largos pecíolos crecen verticalmente hacia arriba, son elípticas, alargadas o lanceoladas, de borde liso o hendido. Pueden estar arrugadas por el haz y aterciopeladas por el envés. El sistema radicular es pivotante en origen, pero a medida que se desarrolla, se convierte en fasciculado y está compuesto por gruesas raíces de las que parten numerosas raicillas.
Las flores de gerbera son heteromórficas, es decir que flores de un mismo genotipo pueden diferir en simetría, expresión sexual, número de pétalos y pigmentación. Sus inflorescencias son tipo capítulos. Gracias a su estructura característica, los capítulos de gerbera dan la impresión de una flor simple. Cada unidad floral de gerbera tiene una corona compuesta de cinco pétalos, unidos en forma dorsal. Las flores liguladas están colocadas en uno o varios anillos. Su corona en la base está unida formando un tubo pequeño, el cual se continúa en una lígula bastante ancha. En la formación de esta lígula participan tres pétalos de la corona, los restantes, en forma de fragmentos cortos y angostos, cuelgan del borde del tubo. 
La gerbera casi siempre tiene flores tubuladas bilabiadas y dorsales. Aunque las flores tubuladas son hermafroditas, las que contienen pistilo y estambres bien desarrollados aparecen solo en los anillos exteriores. En las demás flores tubuladas, los pistilos se encuentran reducidos en mayor o menor grado. Las flores tiene movimientos llamados nastias, son causados por diferencias en las intensidades de los factores externos, como la luz y humedad del aire. La apertura de las flores en las cabezuelas tiene lugar del borde hacia el interior. Primero se desarrollan las flores liguliformes, femeninas, pistiladas, en las cuales después de cierto tiempo comienzan a aparecer los cuellos de los pistilos. Pasado algunos días, se abren las flores masculinas tubuladas y se esparce el polen. En las flores tubuladas primero se abren los “dientes” de la corona y posteriormente aparecen las anteras unidas en un tubo. Las flores hermafroditas de gerbera (flores tubuladas de los anillos exteriores) son prematuras, porque el polen madura antes que el estigma, cuando la flor todavía se encuentra en forma de botón. Después de la polinización, la corona, los estambres y el cuello del pistilo se caen, formándose un aquenio (fruto), el cual está rodeado por una corona de pelos del vilano que sirven de ayuda para su transporte por el aire.

## Galería

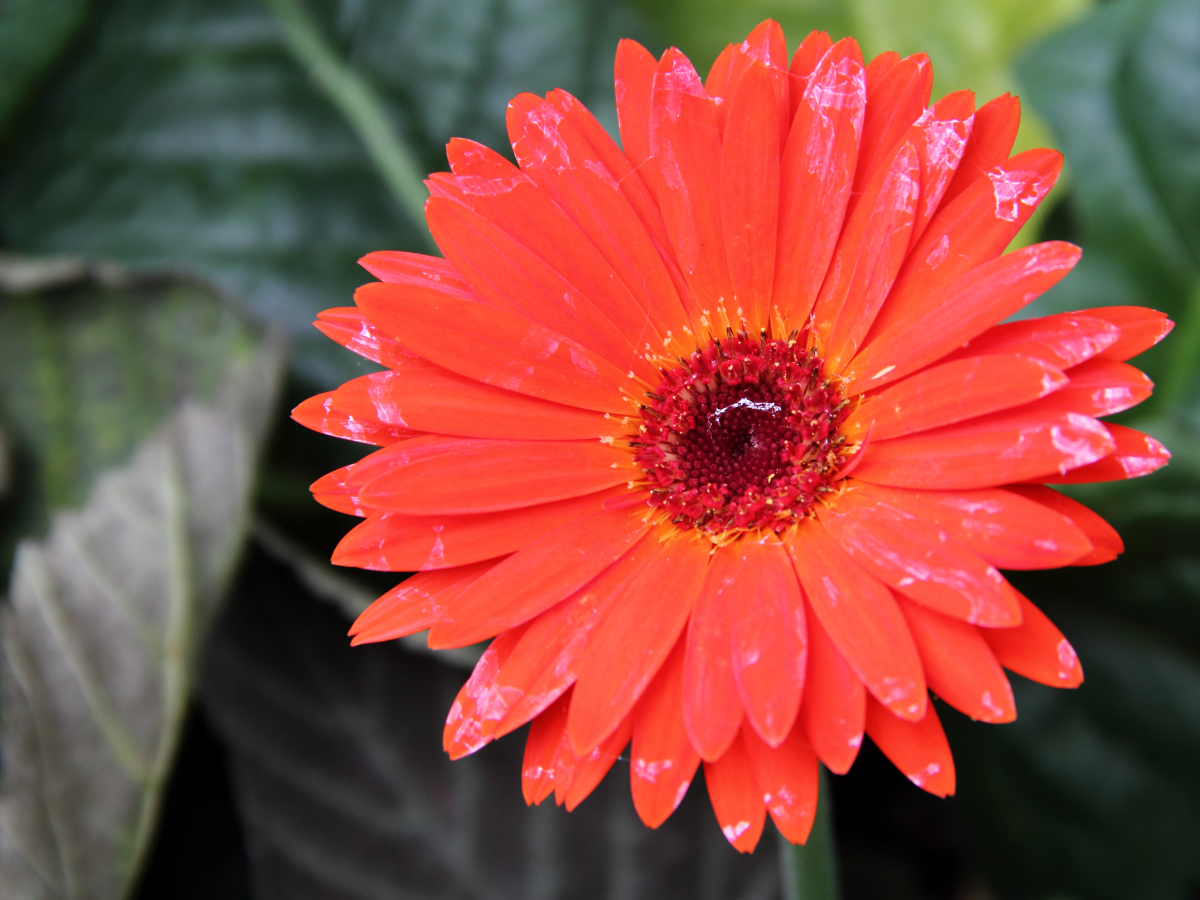
Gerbera jamesonii de color rojo.
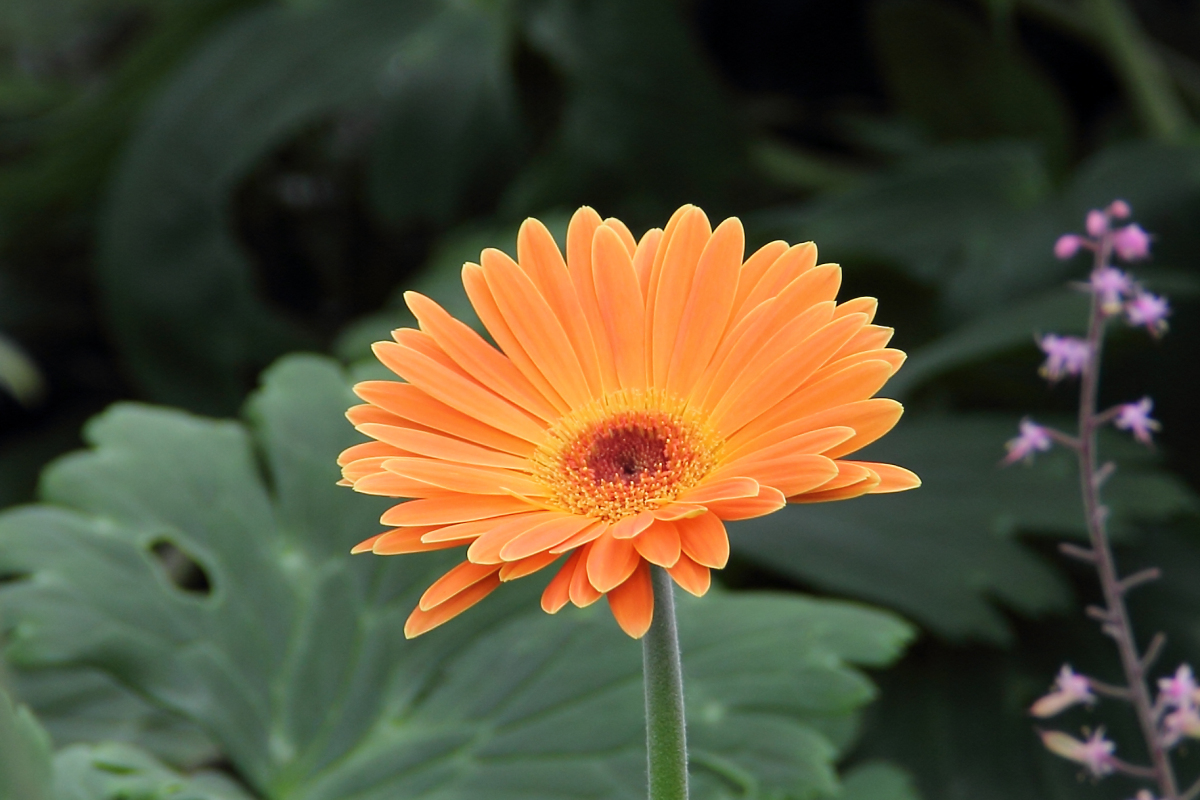
Gerbera jamesonii de color anaranjado

## Distribución
La gerbera es originaria de Transvaal (Sudáfrica), es conocida comúnmente como margarita del Transvaal. Las variedades de cultivo comercial proceden de hibridaciones con especies del sur de África (G. jamesonii y G. viridifolia). Esta planta fue introducida a Europa a fines del siglo pasado y se empezó a reproducir ampliamente como flor cortada. Actualmente, es un cultivo importante en Holanda,  Francia, Italia, Costa Rica, Alemania y EUA.

## Ambiente
Esta especie no muestra gran susceptibilidad a la longitud del día (es una planta fotoperiódicamente indiferente).  Sin embargo, la cantidad e intensidad de luz tienen gran importancia en el cultivo para poder producir un gran volumen de flores.  La temperatura óptima es de 20-25 °C durante el día y de 16–18 °C durante la noche. La humedad relativa es un factor importante para su desarrollo la cual debe ser entre 70 y 80 %. Desarrolla mejor en suelos poco calcáreos con pH medianamente ácidos, para un mejor desarrollo es preferible que el suelo sea ligero, con buen drenaje, profundo, buen contenido de materia orgánica y con buena aereación. 

## Estado de conservación
Es una especie ampliamente cultivada con fines ornamentales, no está en alguna categoría en la lista roja de la IUCN (International Union for Conservation of Nature). Ni en CITES (Convención sobre el Comercio Internacional de Especies Amenazadas de Fauna y Flora Silvestres).